# Hubert Niederländer
Hubert Niederländer (* 10. Februar 1921 in Ormesheim (Saar); † 14. November 1991) war ein deutscher Jurist. Er war Professor für Zivilrecht und 1971 bis 1979 Rektor der Ruprecht-Karls-Universität Heidelberg.

## Biografie
Niederländer entstammte einer Arbeiterfamilie. Er studierte während des Krieges (1939/40) und nach dem Zweiten Weltkrieg 1946/47 Rechtswissenschaften und Volkswirtschaft in München und Heidelberg. 1948 promovierte er. Nach seiner Habilitation 1951 war er zunächst Privatdozent an der Universität Heidelberg, bis er als außerordentlicher Professor an die Universität Graz berufen wurde. 1956 erhielt er einen Lehrstuhl für Bürgerliches und Römisches Recht in Heidelberg. Er war Direktor des Instituts für geschichtliche Rechtswissenschaft und des Instituts für ausländisches und internationales Privat- und Wirtschaftsrecht.

## Rektorat
Die Studentenbewegung führte in den 1960er und 1970er Jahren in Heidelberg zu besonders erbittert geführten Auseinandersetzungen. Auf massive Störungen des Lehrbetriebes konterte Niederländer hart. Zeitweise kam der Vorlesungsbetrieb der Universität zum Erliegen.
Niederländer engagierte sich im konservativen Bund Freiheit der Wissenschaft und galt als Wortführer der konservativen Professorenschaft in Heidelberg. Nachdem die Auseinandersetzungen eskalierten und der linksliberale „Reformrektor“ Rolf Rendtorff zurückgetreten war, wurde er am 19. Dezember 1972 vom Großen Senat der Universität zum Rektor gewählt. Die Wahl fand unter Polizeischutz im Heidelberger Rathaus statt, nachdem die vorangegangene Sitzung von Studenten gesprengt worden war. Niederländer bezeichnete es als seine vordringliche Aufgabe, „dem Terror mit Entschiedenheit entgegen zu treten und die Grenze zwischen Recht und Unrecht wieder sichtbar zu machen“. Dieser Maxime entsprechend leitete er einen neuen harten Kurs ein und sorgte dafür, dass Studierende, die sich an Streiks, Vorlesungssprengungen und Institutsbesetzungen beteiligten, disziplinar- oder strafrechtlich verfolgt und auch relegiert wurden. Noch gegen Ende seiner Amtszeit 1978 etwa befürwortete er hartes Durchgreifen und hielt etwa Strafanzeigen wegen einer Streikserie am Mathematischen Institut auch noch aufrecht, als fast alle Professoren der Mathematischen Fakultät ihre eigenen Anzeigen zurückziehen wollten. Die harte Linie verschärfte zunächst die Auseinandersetzungen, 1973 wurde etwa das Rektorat besetzt, im Laufe der Jahre wurde jedoch die Durchsetzungskraft der auch von politischen Grabenkämpfen zwischen den verschiedenen politischen Fraktionen gespaltenen Studenten zermürbt.

## Schriften
- Die Entwicklung des furtum und seine etymologischen Ableitungen, 1948 (Dissertation)
- Die Bereicherungshaftung im klassischen römischen Recht, Weimar 1953